# Landkreis Nürnberger Land
Der Landkreis Nürnberger Land ist der östlichste Landkreis im bayerischen Regierungsbezirk Mittelfranken. Der Landkreis ist Mitglied der Metropol- und der Planungsregion Nürnberg.

## Geographie

### Lage
Das Kreisgebiet gehört zum Schwäbisch-fränkischen Schichtstufenland, vor allem mit dem Vorland zur Fränkischen Alb. Große Teile des Kreises sind mit Wald bedeckt. Größter Fluss ist die Pegnitz, die, von Nordosten kommend, nördlich von Neuhaus an der Pegnitz das Kreisgebiet erreicht und dann in südlicher Richtung fließt. Westlich von Pommelsbrunn wendet sie sich nach Westen, durchfließt dann unter anderem die Städte Hersbruck und Lauf an der Pegnitz und verlässt das Kreisgebiet im Westen an der Stadtgrenze zu Nürnberg wieder.

### Nachbarkreise
Der Landkreis grenzt im Uhrzeigersinn im Nordwesten beginnend an die Landkreise Erlangen-Höchstadt, Forchheim, Bayreuth, Amberg-Sulzbach, Neumarkt in der Oberpfalz und Roth sowie an die kreisfreie Stadt Nürnberg.
Der Landkreis umschließt auch die Nürnberger Exklaven (Brunn/Netzstall/Birnthon) und die Halbexklave Fischbach, deren Zufahrtsstraße (Fischbacher Hauptstraße / Kreisstraße N 5) zu Nürnberg gehört.

## Geschichte

### Landgerichte
Das Kreisgebiet gehörte vor 1800 überwiegend zur Reichsstadt Nürnberg und kam 1803 bzw. 1806 an das Königreich Bayern. 1803 wurde das Landgericht Schnaittach errichtet, das 1809 nach seinem Sitz Landgericht Lauf an der Pegnitz benannt wurde. 1808 wurden die Landgerichte Nürnberg, Altdorf und Hersbruck errichtet. Sie gehörten alle zum Pegnitzkreis, ab 1810 zum Rezatkreis, der 1838 in Mittelfranken umbenannt wurde. Die Stadt Nürnberg war bereits 1809 eine kreisunmittelbare Stadt mit einem eigenen Stadtgericht geworden.

### Bezirksämter
Im Jahr 1862 wurden die Landgerichte Nürnberg und Altdorf zum Bezirksamt Nürnberg und die Landgerichte Lauf und Hersbruck zum Bezirksamt Hersbruck vereinigt. Das Bezirksamt Nürnberg gab in der Folgezeit in verschiedenen Abschnitten mehrere Gemeinden an die Stadt Nürnberg ab. 1898 gab es auch drei Gemeinden an das Bezirksamt Hersbruck ab, erhielt dafür aber zwei Gemeinden vom Bezirksamt Neumarkt. 1908 wurde für den Raum Lauf an der Pegnitz (bisher Bezirksamt Hersbruck) ein eigenes Bezirksamt errichtet.

### Landkreise
Am 1. Januar 1939 wurde wie sonst überall im Deutschen Reich die Bezeichnung Landkreis eingeführt. So wurden aus den Bezirksämtern die Landkreise Hersbruck, Lauf an der Pegnitz und Nürnberg.

### Landkreis Nürnberger Land

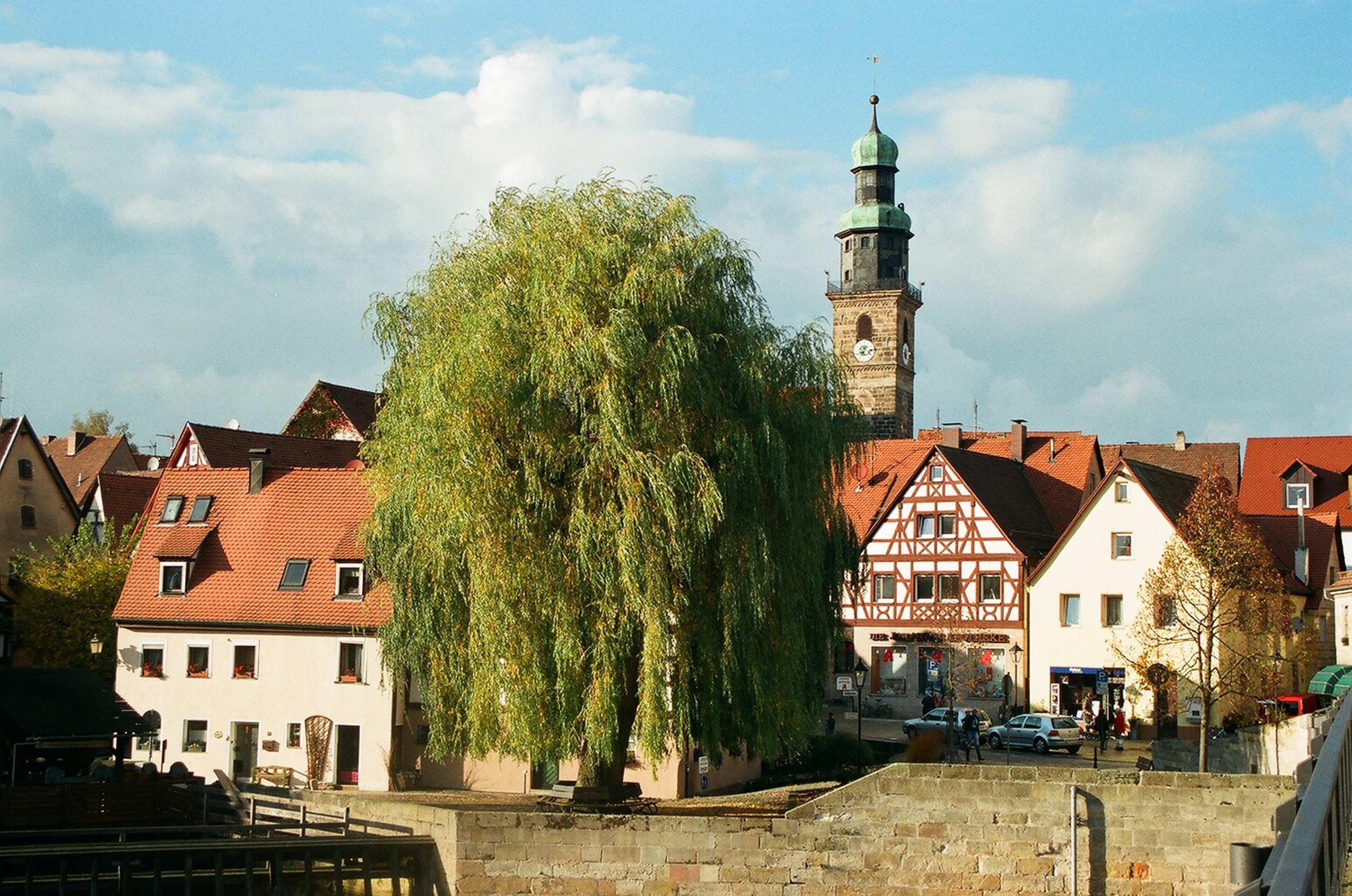
Verwaltungssitz, Lauf an der Pegnitz

Im Rahmen der Gebietsreform in Bayern wurde am 1. Juli 1972 aus den folgenden Bestandteilen ein neuer Landkreis Lauf an der Pegnitz gebildet:
- alle Gemeinden des alten Landkreises Lauf an der Pegnitz mit Ausnahme der Gemeinden Beerbach, Benzendorf, Eckenhaid und Herpersdorf, die zum Landkreis Erlangen kamen; dieser wurde am 1. Mai 1973 in Landkreis Erlangen-Höchstadt umbenannt.
- alle Gemeinden des aufgelösten Landkreises Hersbruck
- alle Gemeinden des aufgelösten Landkreises Nürnberg mit Ausnahme der Gemeinden Brunn und Fischbach bei Nürnberg, die in die kreisfreie Stadt Nürnberg eingemeindet wurden, sowie der Gemeinde Stein bei Nürnberg, die zum Landkreis Fürth kam
- aus dem aufgelösten Landkreis Eschenbach in der Oberpfalz die Gemeinden Neuhaus an der Pegnitz, Krottensee und Rothenbruck
- aus dem Landkreis Forchheim die Gemeinden Großengsee und Wildenfels sowie das gemeindefreie Gebiet Wildenfelser Wald
- aus dem aufgelösten Landkreis Pegnitz die Gemeinde Höfen

Am 1. Mai 1973 wurde der neue Landkreis in Landkreis Nürnberger Land umbenannt.
Am 1. Juli 1976 wechselte die Gemeinde Beerbach aus dem Landkreis Erlangen-Höchstadt in den Landkreis Nürnberger Land.

### Einwohnerstatistik

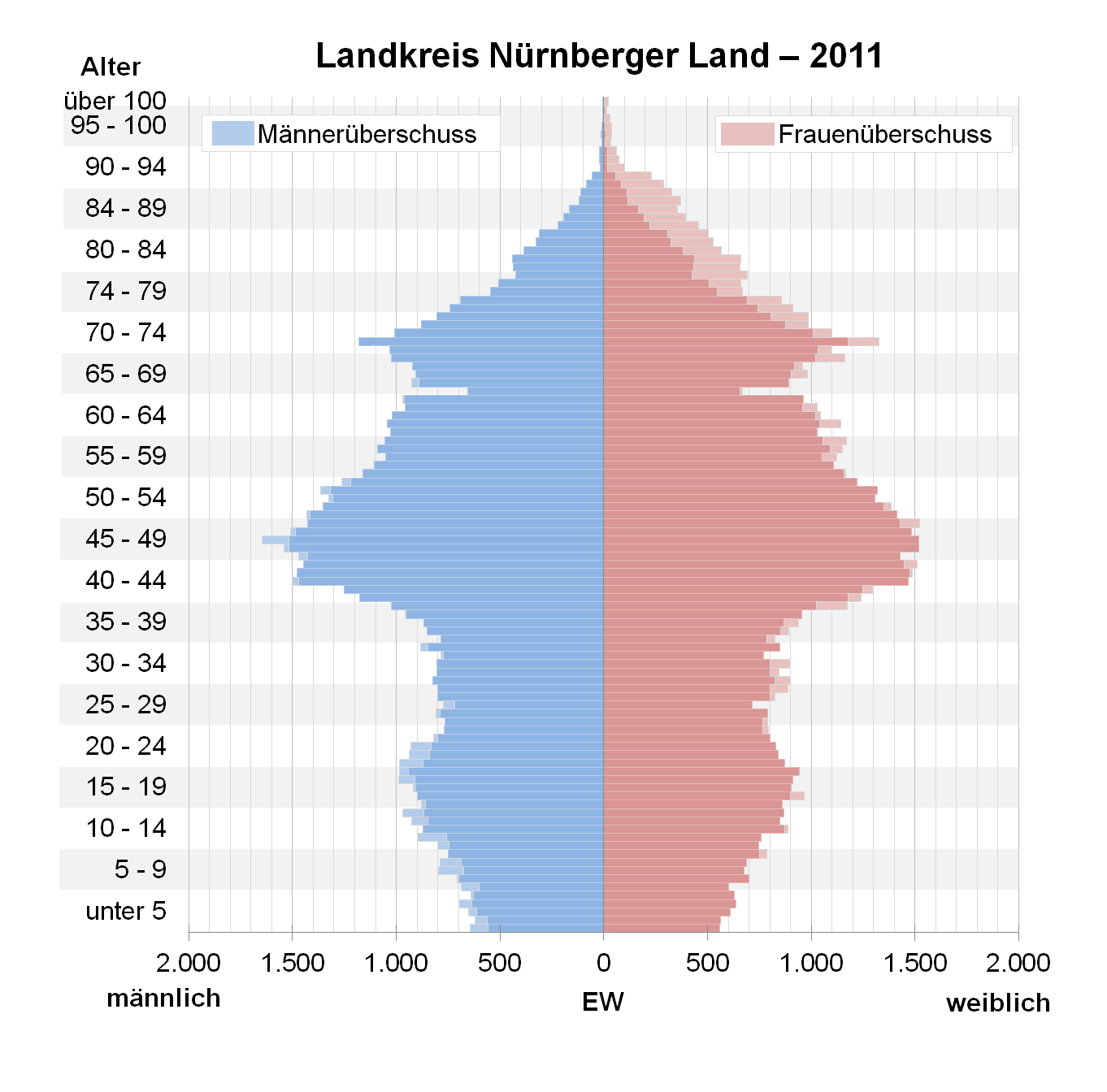
Bevölkerungspyramide für den Kreis Nürnberger Land (Datenquelle: Zensus 2011.)

Die nachfolgenden Zahlen beziehen sich auf den Gebietsstand vom 25. Mai 1987:
| Bevölkerungsentwicklung | Bevölkerungsentwicklung | Bevölkerungsentwicklung | Bevölkerungsentwicklung | Bevölkerungsentwicklung | Bevölkerungsentwicklung | Bevölkerungsentwicklung | Bevölkerungsentwicklung | Bevölkerungsentwicklung | Bevölkerungsentwicklung | Bevölkerungsentwicklung | Bevölkerungsentwicklung | Bevölkerungsentwicklung | Bevölkerungsentwicklung | Bevölkerungsentwicklung |
| ----------------------- | ----------------------- | ----------------------- | ----------------------- | ----------------------- | ----------------------- | ----------------------- | ----------------------- | ----------------------- | ----------------------- | ----------------------- | ----------------------- | ----------------------- | ----------------------- | ----------------------- |
| Jahr                    | 1840                    | 1900                    | 1939                    | 1950                    | 1961                    | 1970                    | 1987                    | 1991                    | 1995                    | 2000                    | 2005                    | 2010                    | 2015                    | 2020                    |
| Einwohner               | 46.324                  | 57.639                  | 77.590                  | 113.094                 | 119.398                 | 136.275                 | 149.127                 | 160.616                 | 166.156                 | 168.024                 | 168.389                 | 166.260                 | 167.643                 | 171.143                 |

Von 1988 bis 2008 wuchs der Landkreis Nürnberger Land um über 16.000 Einwohner bzw. um rund 11 %. Nach einer rückläufigen Tendenz seit 2004 erreichte die Einwohnerzahl 2020 mit rund 171.000 einen neuen Höchststand.

### Konfessionsstatistik
Der Anteil der Protestanten und Katholiken an der Gesamtbevölkerung nimmt ab. Gemäß dem Zensus 2022 waren 39,6 % der Einwohner evangelisch, 22,4 % katholisch, und 38,0 % waren konfessionslos, gehörten einer anderen Glaubensgemeinschaft an oder machten keine Angabe.

## Politik

### Kreistag
Der Kreistag besteht aus 70 Kreisrätinnen und Kreisräten sowie dem Landrat.
Nach der Wahl zum Kreistag am 15. März 2020 verteilen sich die Kreisräte folgendermaßen auf die  einzelnen Parteien und Listen:
| Kreistagswahl 2020Wahlbeteiligung: 63,9 % (+3,3 %) %403020100 31,022,119,513,65,22,52,01,90,3 CSUFWGrüneSPDAfDFDPLinkeBLhÖDPREPGewinne und Verlusteim Vergleich zu 2014 %p 6 4 2 0 −2 −4 −6 −8−10−3,2+0,8+6,0−9,5+5,2+0,1+2,0−1,4+1,9−1,9CSUFWGrüneSPDAfDFDPLinkeBLÖDPREPAnmerkungen:h Bunte Liste Bürgerdemokratie | Sitzverteilung im Kreistag Nürnberger Land seit 2020Insgesamt 70 Sitze - Linke: 1 - SPD: 10 - Grüne: 14 - ÖDP: 1 - BL: 1 - FDP: 2 - FW: 15 - CSU: 22 - AfD: 4 |

| Parteien und Wählergemeinschaften | Parteien und Wählergemeinschaften  | 2020   | 2020   | 2014   | 2014   | 2008   | 2008   | 2002   | 2002   | 1996   | 1996   |
| Parteien und Wählergemeinschaften | Parteien und Wählergemeinschaften  | %      | Sitze  | %      | Sitze  | %      | Sitze  | %      | Sitze  | %      | Sitze  |
| --------------------------------- | ---------------------------------- | ------ | ------ | ------ | ------ | ------ | ------ | ------ | ------ | ------ | ------ |
| CSU                               | Christlich-Soziale Union in Bayern | 31,0   | 22     | 34,2   | 24     | 36,9   | 26     | 40,2   | 28     | 36,7   | 27     |
| FW                                | Freie Wähler Bayern                | 22,1   | 15     | 21,3   | 15     | 18,7   | 13     | 15,5   | 11     | 0–     | 0–     |
| Grüne                             | Grüne Bayern                       | 19,5   | 14     | 13,5   | 09     | 11,5   | 08     | 8,7    | 06     | 9,2    | 06     |
| SPD                               | SPD Bayern                         | 13,6   | 10     | 23,1   | 16     | 26,6   | 19     | 30,7   | 22     | 31,0   | 22     |
| AfD                               | AfD Bayern                         | 5,2    | 04     | 0–     | 0–     | 0–     | 0–     | 0–     | 0–     | 0–     | 0–     |
| FDP                               | FDP Bayern                         | 2,5    | 02     | 2,4    | 02     | 3,3    | 02     | 2,9    | 02     | 3,2    | 02     |
| Linke                             | Die Linke Bayern                   | 2,0    | 01     | 0–     | 0–     | 0–     | 0–     | 0–     | 0–     | 0–     | 0–     |
| BL                                | Bunte Liste Bürgerdemokratie       | 1,9    | 01     | 3,3    | 02     | 0–     | 0–     | 0–     | 0–     | 0–     | 0–     |
| ÖDP                               | Ökologisch-Demokratische Partei    | 1,9    | 01     | 0–     | 0–     | 0–     | 0–     | 0–     | 0–     | 0–     | 0–     |
| REP                               | Die Republikaner                   | 0,3    | 0–     | 2,2    | 02     | 2,9    | 02     | 2,0    | 01     | 2,4    | 01     |
| FWG                               | Freie Wählergemeinschaft           | 0–     | 0–     | 0–     | 0–     | 0–     | 0–     | 0–     | 0–     | 16,6   | 12     |
| gesamt                            | gesamt                             | 100,0  | 70     | 100,0  | 70     | 99,9   | 70     | 100,0  | 70     | 99,1   | 70     |
| Wahlbeteiligung                   | Wahlbeteiligung                    | 63,9 % | 63,9 % | 60,6 % | 60,6 % | 64,6 % | 64,6 % | 66,1 % | 66,1 % | 70,7 % | 70,7 % |

### Landrat
Der Landrat des Nürnberger Landes ist seit 1. Mai 2008 Armin Kroder (Freie Wähler). Stellvertretender Landrat ist Helmut Brückner (CSU), weitere Stellvertreter des Landrats sind Robert Ilg (FW) und Gabriele Drechsler (Grüne).
Liste der Landräte:
- 1972–1984: Helmut Lange (CSU)
- 1984–1995: Klaus Hartmann (CSU)
- 1996–2008: Helmut Reich (Freie Wähler)
- seit 2008: Armin Kroder (Freie Wähler)

### Wappen
| Wappen des Landkreises Nürnberger Land | Blasonierung: „Über blauem Schildfuß, darin ein unterhalbes silbernes Mühlrad, gespalten; vorne in Gold ein rot bewehrter halber schwarzer Adler am Spalt, hinten fünfmal schräg geteilt von Rot und Silber.“ |
| Wappen des Landkreises Nürnberger Land | Wappenbegründung: Das Wappen des Landkreises enthält in seinem oberen Teil das kleine Nürnberger Stadtwappen. Es dient als Hinweis auf das frühere Landgebiet der ehemaligen freien Reichsstadt Nürnberg, das sich mit dem Gebiet des heutigen Landkreises Nürnberger Land weitgehend deckt. Blau und Silber im Schildfuß symbolisieren die Pegnitz mit ihren Zuflüssen, das Mühlrad die frühe Ansiedlung von Mühlen an den Flussläufen und somit die vorindustrielle gewerbliche Nutzung der Wasserkraft schon in mittelalterlicher Zeit. |

### Landkreispartnerschaften
Partnerschaften pflegt der Kreis mit:
- Erzgebirgskreis, Deutschland
- Bács-Kiskun, Ungarn

## Wirtschaft und Infrastruktur
Der Landkreis Nürnberger Land liegt in der Metropolregion Nürnberg. Während der westliche Teil des Landkreises stark vom Ballungsraum Nürnberg-Fürth-Erlangen, dem produzierenden Gewerbe und der Industrie geprägt wird, tritt nach Osten zu mehr der ländliche Charakter hervor. Der Landkreis mit seinen 27 Städten, Märkten und Gemeinden zählt gut 170.000 Einwohner.
Die Wirtschaft im Nürnberger Land weist eine relativ ausgeglichene Branchenstruktur auf, der Landkreis ist der Sitz zahlreicher – zum Teil weltweit agierender – Unternehmen. Sogenannte Hidden Champions exportieren ihre Produkte weltweit in zahlreichen Geräten und Maschinen. Diese stammen u. a. aus den Branchen Technische Keramik, Automobilzulieferindustrie, Maschinen- und Werkzeugbau, Kunststoffindustrie und Haushaltswaren. Daneben spielen im Landkreis auch das Handwerk, der Dienstleistungsbereich, der Handel und die Land- und Forstwirtschaft eine wichtige Rolle.
Im Zukunftsatlas 2016 belegte der Landkreis Platz 185 von 402 Landkreisen, Kommunalverbänden und kreisfreien Städten in Deutschland und zählt damit zu den Regionen mit „ausgeglichenem Chancen-Risiko-Mix“ für die Zukunft.

### Straßenverkehr
Der Landkreis ist über die A 3, A 6, A 9 und die A 73 an das Autobahnnetz angeschlossen und wird von der B 8 und der B 14 in west-östlicher Richtung durchquert. Drei der fünf Autobahnkreuze der Metropolregion liegen im Landkreis. Darüber hinaus ist der Flughafen im Norden Nürnbergs in wenigen Minuten mit dem Kfz zu erreichen, ebenso der Nürnberger Hafen.

### Schienenverkehr

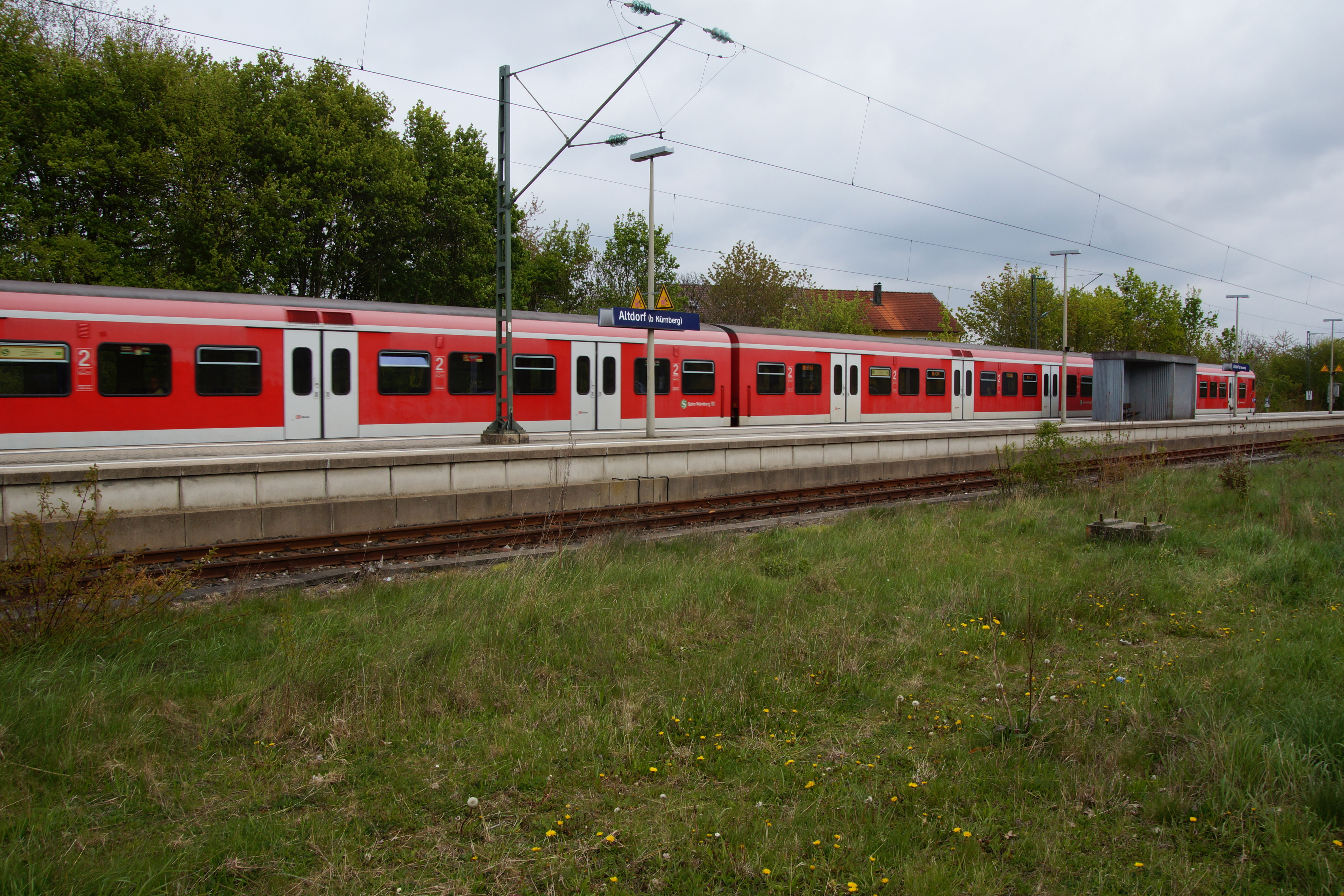
S-Bahn in Altdorf bei Nürnberg

Von besonderer Bedeutung sind die drei S-Bahnlinien, mit denen große Teile des Landkreises engmaschig an Nürnberg und den Landkreis Neumarkt i.d.OPf. angebunden sind. Weiterhin bestehen durch verschiedene Regionalexpress- und Regionalbahnlinien stündliche Verbindungen sowohl innerhalb des Kreisgebietes als auch in die benachbarten Landkreise Amberg-Sulzbach und Bayreuth. Die Anbindung an den überregionalen Fernverkehr ist über den Hauptbahnhof Nürnberg gewährleistet.
Seit 1859 besteht im unteren Pegnitztal die Bahnstrecke Nürnberg–Irrenlohe über Amberg sowohl nach Regensburg als auch über Furth im Wald nach Tschechien. Auf der rechten Talseite kam 1877 die Verbindung durch das obere Pegnitztal von Nürnberg über Schnabelwaid Richtung Bayreuth und über Marktredwitz nach Cheb hinzu. Seitdem haben die beiden Städte Lauf und Hersbruck jeweils zwei Bahnhöfe „links“ und „rechts der Pegnitz“. Beide Hauptstrecken sind zwischen Hersbruck (rechts Pegnitz) und Pommelsbrunn verbunden.
Die linke Pegnitzstrecke ist seit 2010 bis Hartmannshof für die S-Bahn Nürnberg elektrifiziert. Aktuell verkehrt hier die Line S2. In Hartmannshof besteht Anschluss über Neukirchen b.Sulzbach-Rosenberg an den RE 41 nach Neustadt (Waldnaab) über Weiden i.d.OPf. Die S3 Nürnberg Hbf – Feucht – Altdorf bedient im Landkreis die Stationen Feucht, Feucht-Moosbach, Winkelhaid, Ludersheim, Altdorf West und Altdorf. Seit der Inbetriebnahme der S-Bahn nach Neumarkt/Opf. im Dezember 2010 halten die Regionalexpress-Züge von Nürnberg Hbf über Neumarkt nach Regensburg an keinem Bahnhof im Landkreis mehr. Stattdessen werden die Stationen Feucht, Feucht Ost, Ochenbruck, Mimberg, Burgthann und Oberferrieden von der S1 bedient.
An der rechtsseitigen Strecke zweigt in Neunkirchen am Sand die Strecke nach Simmelsdorf-Hüttenbach ab. Sie führt im Tal der Schnaittach über den gleichnamigen Markt in die Frankenalb. Diese Strecke wird von der RB-Linie 31 von Nürnberg über Lauf (rechts Pegnitz) nach Simmelsdorf-Hüttenbach bedient.
Im Bahnhof Hersbruck (rechts Pegnitz) ist der Übergang zur Linie RE 40 über Amberg und Schwandorf nach Regensburg möglich. Nördlich von Neuhaus zweigte in Ranna die 1903 erbaute Nebenbahn nach Auerbach i.d.OPf. ab. Nach Abbau der Strecke wurde auch der Bahnhof Ranna nicht mehr bedient.
Von der 1871 eröffneten Strecke Regensburg–Nürnberg über Neumarkt i.d.OPf ließ die Bayerische Staatsbahn in Feucht zwei Nebenbahnen abzweigen: Seit 1878 führt die Strecke nach Altdorf, während die 1886 errichtete Strecke nach Wendelstein bis 1960 betrieben und dann abgebaut wurde. Die Lokalbahn Burgthann–Allersberg wurde von 1902 bis 1973 betrieben.
Aktuell bediente Stecken (Halte außerhalb des Nürnberger Land in Klammern):
| Name                               | Streckennr. | Strecke                                                                               | erbaut | elektrifiziert | Güterverkehr |
| ---------------------------------- | ----------- | ------------------------------------------------------------------------------------- | ------ | -------------- | ------------ |
| Schnaittachtalbahn                 | 5925        | Neunkirchen a Sand – Schnaittach – Simmelsdorf-Hüttenbach                             | 1895   | nein           | nein         |
| Bahnstrecke Nürnberg–Cheb          | 5903        | (Nürnberg) – Behringersdorf – Lauf (re) – Hersbruck (re) – Neuhaus a Pegnitz – (Cheb) | 1877   | nein           | ja           |
| Bahnstrecke Hersbruck–Pommelsbrunn | 5926        | Hersbruck (re) – Pommelsbrunn                                                         | 1877   | nein           | ja           |
| Bahnstrecke Nürnberg–Irrenlohe     | 5904        | (Nürnberg) – Schwaig – Lauf (li) – Hersbruck (li) – Hartmannshof – (Schwandorf)       | 1859   | ja             | ja           |
| Bahnstrecke Regensburg–Nürnberg    | 5850        | (Nürnberg) – Feucht – Oberferrieden – (Neumarkt – Regensburg)                         | 1871   | ja             | ja           |
| Bahnstrecke Nürnberg–Feucht        | 5970        | (Nürnberg) – Feucht (S-Bahn)                                                          | 1992   | ja             | nein         |
| Bahnstrecke Feucht–Altdorf         | 5933        | Feucht – Altdorf                                                                      | 1878   | ja             | nein         |

Es wurden Strecken in einer Länge von 28,2 km stillgelegt:
| Strecke              | erbaut | Länge   | Personenbeförderung bis | Güterverkehr eingestellt | Abbau |
| -------------------- | ------ | ------- | ----------------------- | ------------------------ | ----- |
| Ranna–Auerbach       | 1903   | 08,1 km | 1970                    | 1982                     | 1984  |
| Feucht–Wendelstein   | 1886   | 05,3 km | 1955                    | 1960                     | 1960  |
| Burgthann–Allersberg | 1902   | 14,8 km | 1973                    | 1960                     | 1975  |

So werden noch insgesamt 122 km an Bahnstrecken betrieben.

## Gemarkungen
Im Landkreis gibt es 138 Gemarkungen, 16 davon sind gemeindeübergreifend.

## Gemeinden
Der Landkreis Nürnberger Land umfasst 27 Gemeinden, darunter fünf Städte und drei Märkte. Der Stand der Einwohnerzahlen ist vom 31. Dezember 2024, die einzelnen Orte sind in der Liste der Orte im Landkreis Nürnberger Land verzeichnet.
| Städte 1. Altdorf b.Nürnberg (15.478) 2. Hersbruck (12.346) 3. Lauf a.d.Pegnitz (26.106) 4. Röthenbach a.d.Pegnitz (12.529) 5. Velden (1712) Märkte 1. Feucht (13.714) 2. Neuhaus a.d.Pegnitz (2676) 3. Schnaittach (8561) Verwaltungsgemeinschaften 1. Happurg mit den Mitgliedsgemeinden Alfeld und Happurg 2. Henfenfeld mit den Mitgliedsgemeinden Engelthal, Henfenfeld und Offenhausen 3. Velden (Pegnitz) mit den Mitgliedsgemeinden Hartenstein, Velden (Stadt) und Vorra | Weitere Gemeinden 1. Alfeld (1125) 2. Burgthann (11.466) 3. Engelthal (1053) 4. Happurg (3547) 5. Hartenstein (1454) 6. Henfenfeld (1735) 7. Kirchensittenbach (2065) 8. Leinburg (6674) 9. Neunkirchen a.Sand (4662) 10. Offenhausen (1560) 11. Ottensoos (1931) 12. Pommelsbrunn (5242) 13. Reichenschwand (2389) 14. Rückersdorf (4744) 15. Schwaig b.Nürnberg (8761) 16. Schwarzenbruck (8241) 17. Simmelsdorf (3229) 18. Vorra (1629) 19. Winkelhaid (4184) | Gemeindefreie Gebiete (130,24 km²) 1. Behringersdorfer Forst (11,19 km²) 2. Brunn (10,23 km²) 3. Engelthaler Forst (2,42 km²) 4. Feuchter Forst (20,84 km²) 5. Fischbach (18,34 km²) 6. Forsthof (7,44 km²) 7. Günthersbühler Forst (5,91 km²) 8. Haimendorfer Forst (7,48 km²) 9. Laufamholzer Forst (6,56 km²) 10. Leinburg (4,21 km²) 11. Rückersdorfer Forst (5,16 km²) 12. Schönberg (3,44 km²) 13. Winkelhaid (18,36 km²) 14. Zerzabelshofer Forst (6,55 km²) |

## Kulturdenkmäler

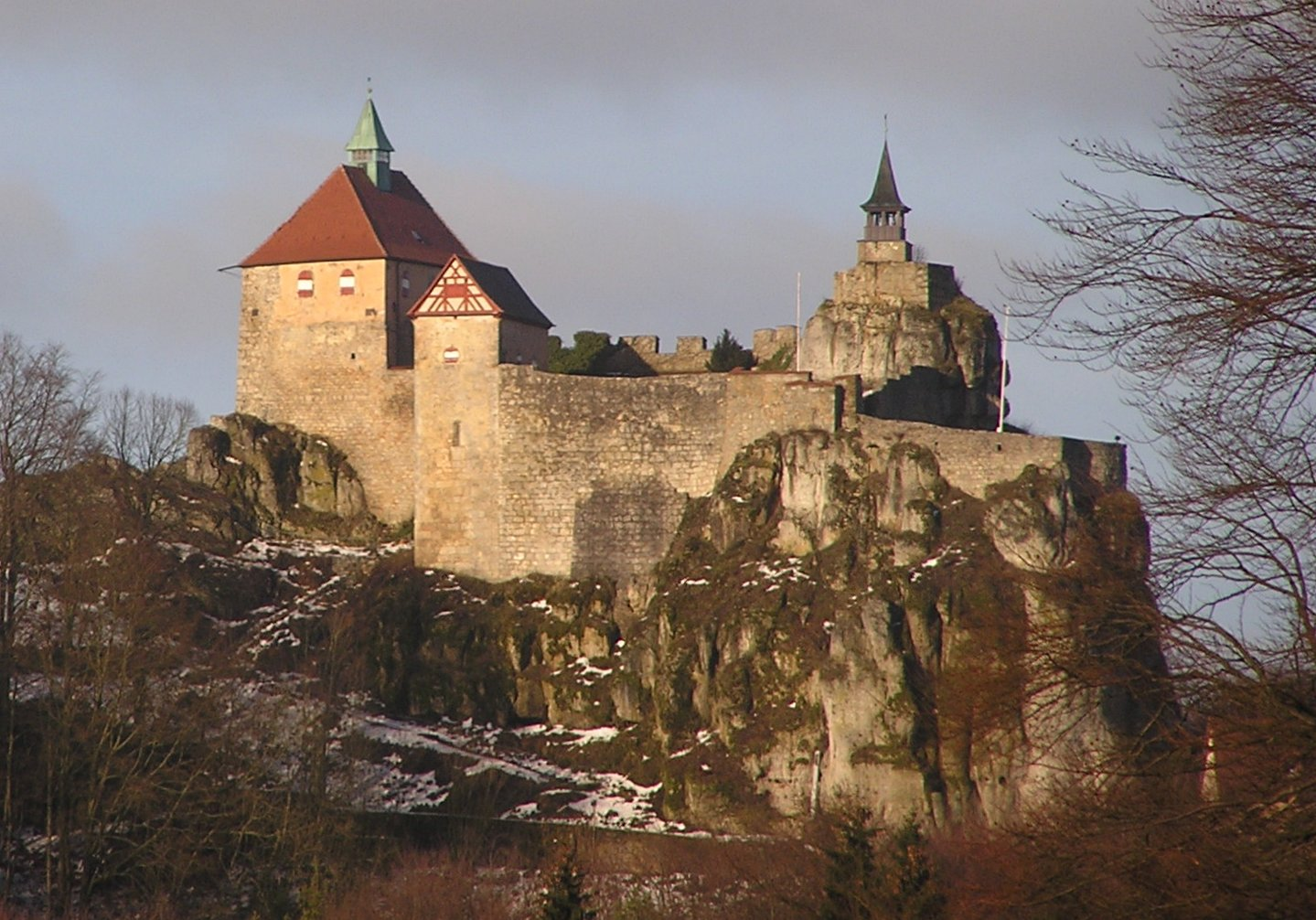
Burg Hohenstein

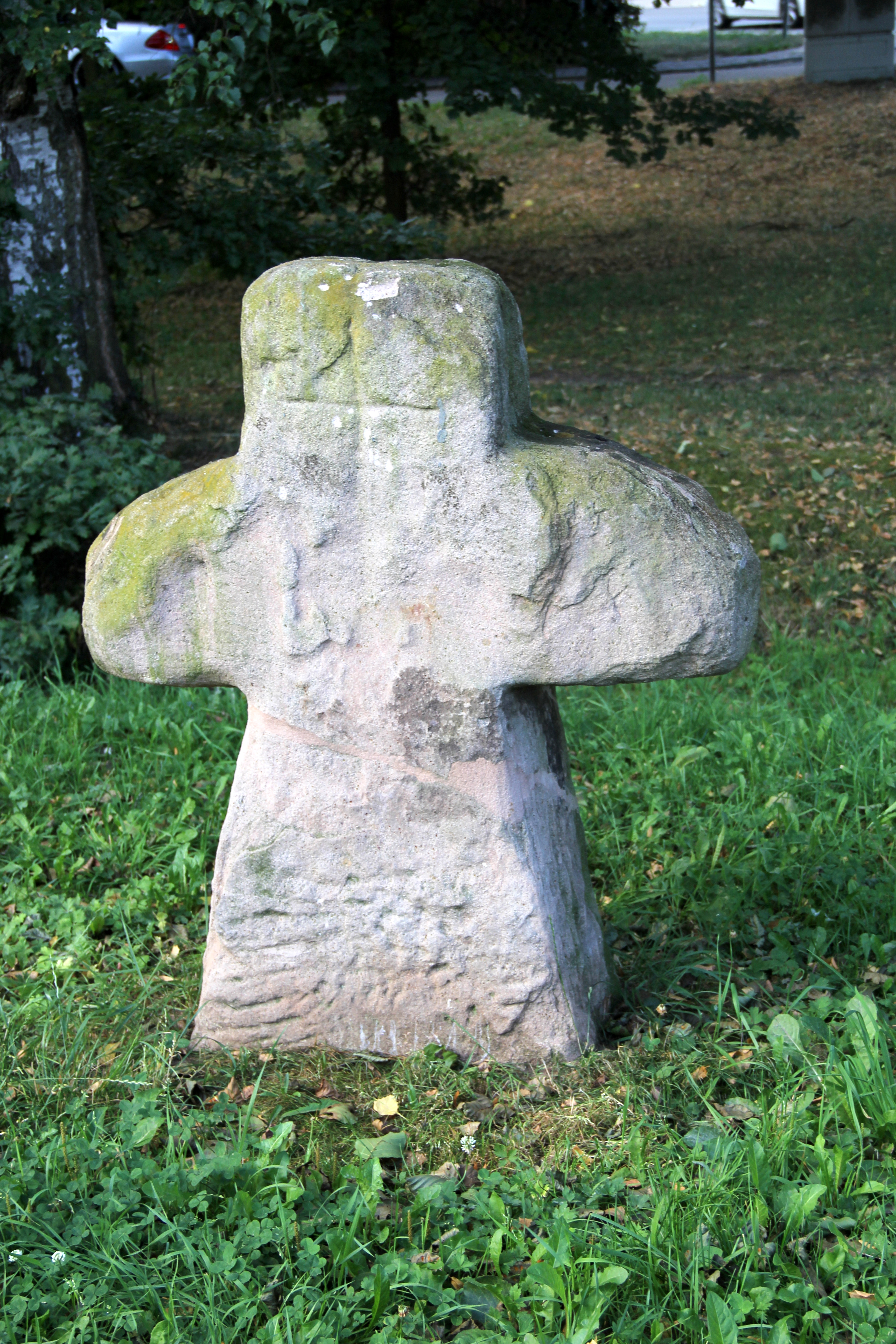
Steinkreuz in Feucht

Im Landkreis befinden sich zahlreiche Steinkreuze, die zum größten Teil auch als Baudenkmal ausgewiesen sind.

## Schutzgebiete

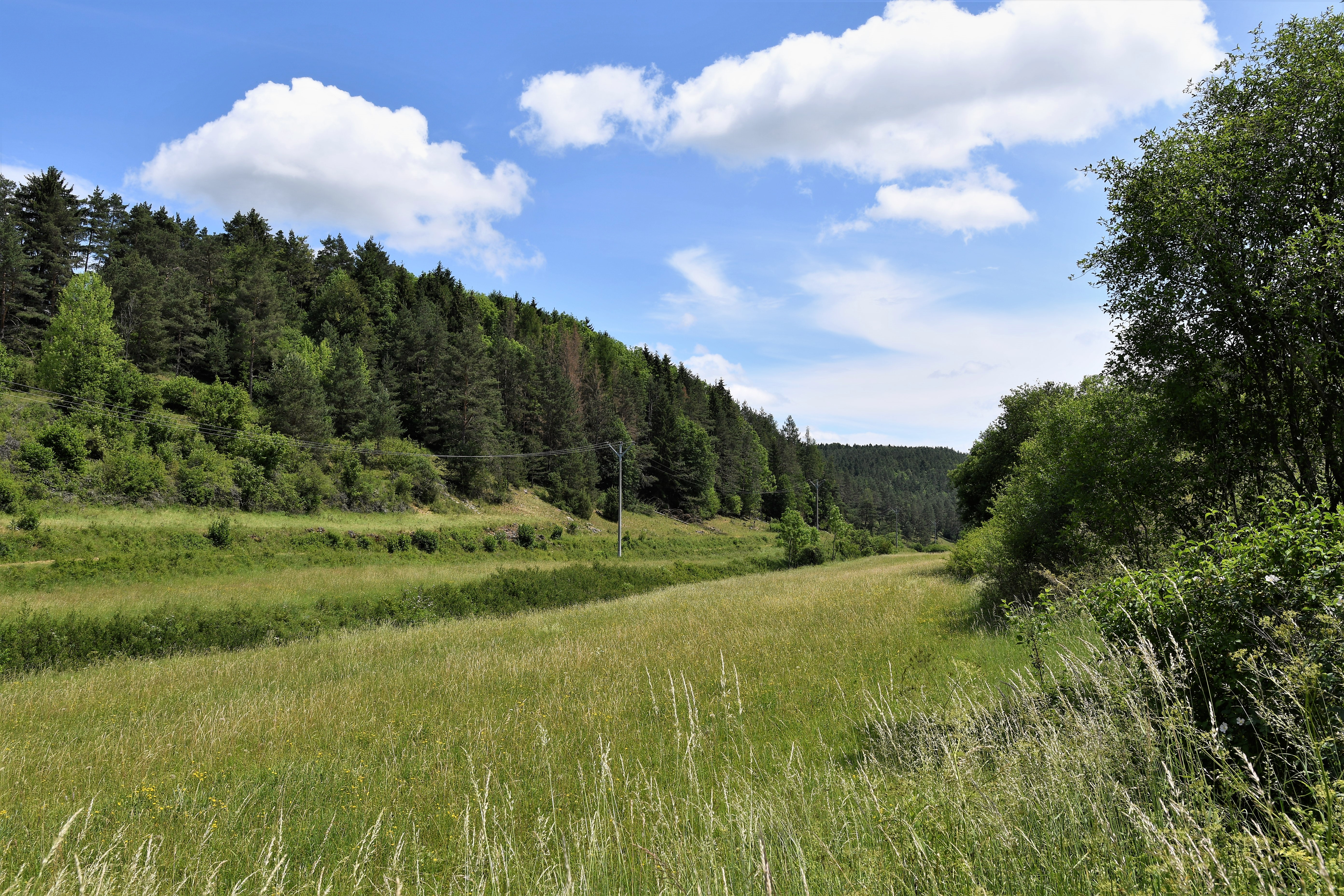
Naturschutzgebiet Rinntal

Im Landkreis Nürnberger Land befinden sich acht Naturschutzgebiete, sechs Landschaftsschutzgebiete, 30 geschützte Landschaftsbestandteile, 177 Naturdenkmäler, 13 FFH-Gebiete und 50 ausgewiesene Geotope. (Stand November 2016)
Siehe auch:
- Liste der Naturschutzgebiete im Landkreis Nürnberger Land
- Liste der Landschaftsschutzgebiete im Landkreis Nürnberger Land
- Liste der geschützten Landschaftsbestandteile im Landkreis Nürnberger Land
- Liste der FFH-Gebiete im Landkreis Nürnberger Land
- Liste der Naturdenkmäler im Landkreis Nürnberger Land
- Liste der Geotope im Landkreis Nürnberger Land.

Naturschutzgebiete:
- Flechten-Kiefernwälder südlich Leinburg
- Schwarzach-Durchbruch
- Schwarzenbrucker Moor
- Oberes Molsberger Tal
- Rinntal bei Alfeld
- Schottental bei Heldmannsberg
- Feuchtgebiet und Sandmagerrasen bei Speikern
- Pegnitzau zwischen Ranna und Michelfeld

Bedeutend ist der Naturwald Feuchtwälder im Nürnberger Reichswald, der eine Teilfläche im Landkreis Nürnberger Land hat und das größte Waldschutzgebiet in Mittelfranken ist.

## Kfz-Kennzeichen
Am 5. August 1974 wurde dem Landkreis das seit dem 1. Juli 1956 für den Landkreis Lauf a.d.Pegnitz gültige Unterscheidungszeichen LAU zugewiesen. Es wird durchgängig bis heute ausgegeben. Seit dem 10. Juli 2013 sind auch die Unterscheidungszeichen ESB (Eschenbach in der Oberpfalz), HEB (Hersbruck), N (Nürnberg für den ehemaligen Landkreis Nürnberg) und PEG (Pegnitz) erhältlich.